# León Martín-Granizo Rodríguez
León Martín-Granizo Rodríguez (Lleó, 28 de juny de 1884 - 13 de setembre de 1964) fou un escriptor i funcionari espanyol, acadèmic de la Reial Acadèmia de Ciències Morals i Polítiques.

## Biografia
Va estudiar per a professor i perit mercantil a Bilbao i Valladolid, i es llicencià en dret a la Universitat d'Oviedo. Va fundar l'Escola de Comerç de Lleó, raó per la qual la Junta d'Ampliació d'Estudis el va becar per a estudiar a Suïssa, França i Itàlia, donant classes de castellà a diferents universitats. En començar la Primera Guerra Mundial va tornar a Espanya i començà a treballar en l'assessoria jurídica de l'Instituto de Reformas Sociales, que l'enviaren el 1922 a Alemanya a estudiar els primers consells d'empresa.
El 1924 va passar a la Secció de Reglamentacions de Treball, i després secretari de la Corporació de Banca, participant en la redacció de la legislació reglamentària del sector. De 1932 a 1936 fou Secretari de l'Associació de Progrés Social, i de 1932 a 1936 seria cap de la Secció de Reglamentacions de Treball. Així va participar en la Conferència de l'Organització Internacional del Treball a Santiago de Xile i va publicar alguns articles a la revista Renovación Española.
El 1938 es va incorporar a l'administració del Ministeri de Treball de les autoritats del bàndol nacional i continuà la seva carrera administrativa, acabant el 1946 com a cap superior de l'Administració Civil de l'Estat. En 1942 fou professor de dret del treball en l'Escola Social de Treball. En 1953 fou admès com a acadèmic numerari a la Reial Acadèmia de Ciències Morals i Polítiques i el 1963 va rebre la Medalla al Mèrit en el Treball.

## Obres
- Abelardo (novela histórico-filosófica, París 1913)
- De lo que vio un castellano en Suiza (1913)
- Impresiones de Italia (1914)
- Mis viajes por España (1916)
- Portugal (1917)
- Paisajes, hombres y costumbres de la provincia de León (1930)